# Балаклійська центральна районна бібліотека

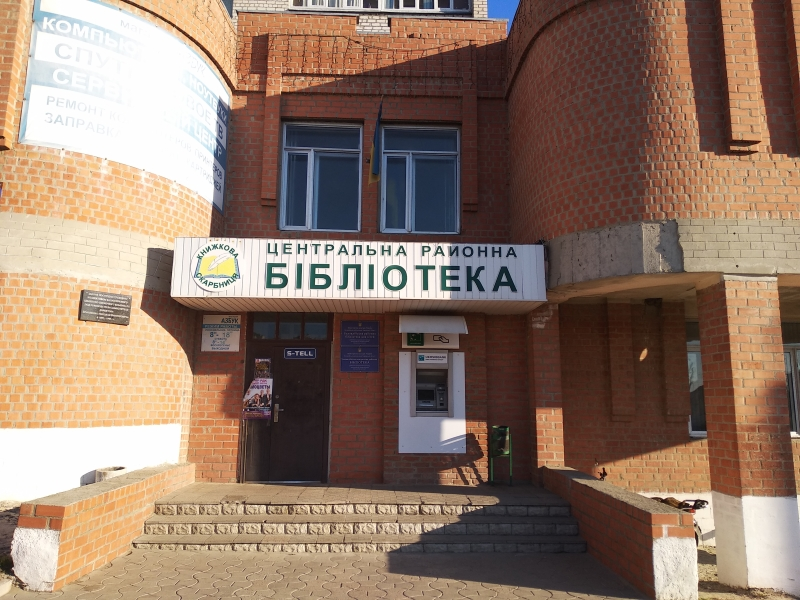

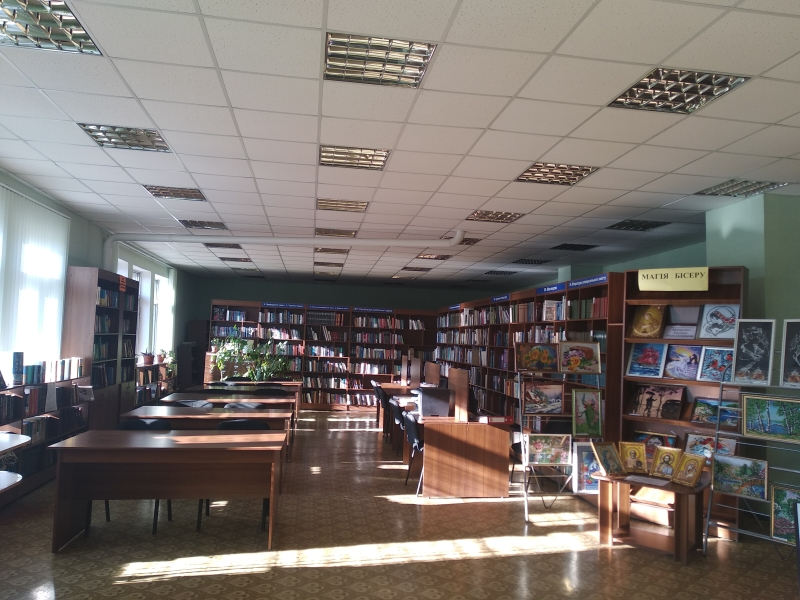

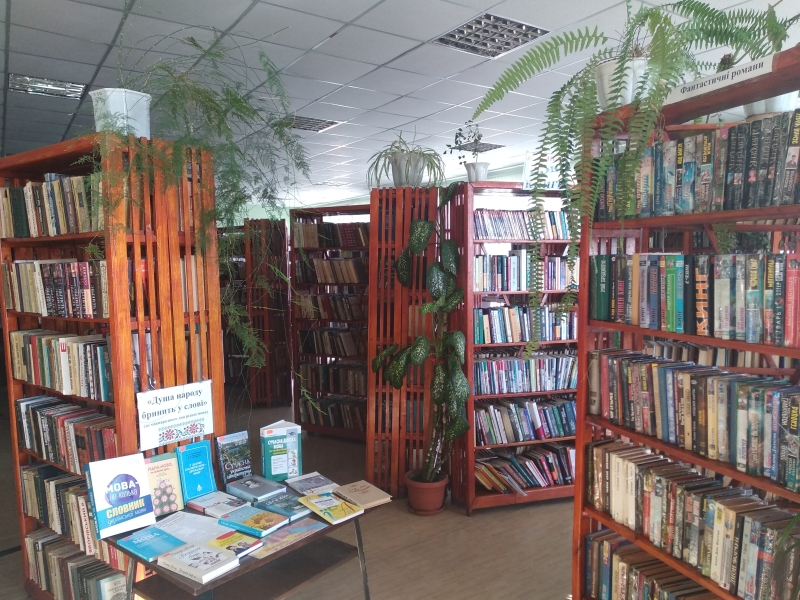

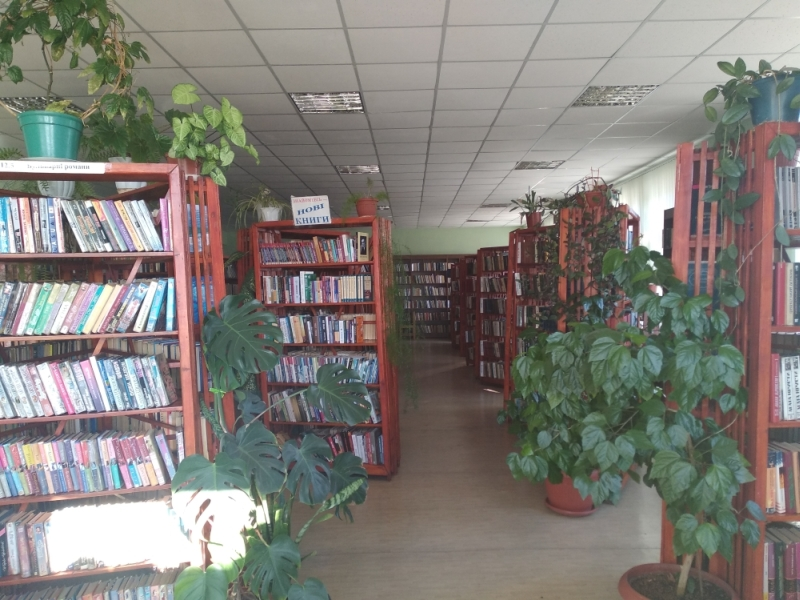

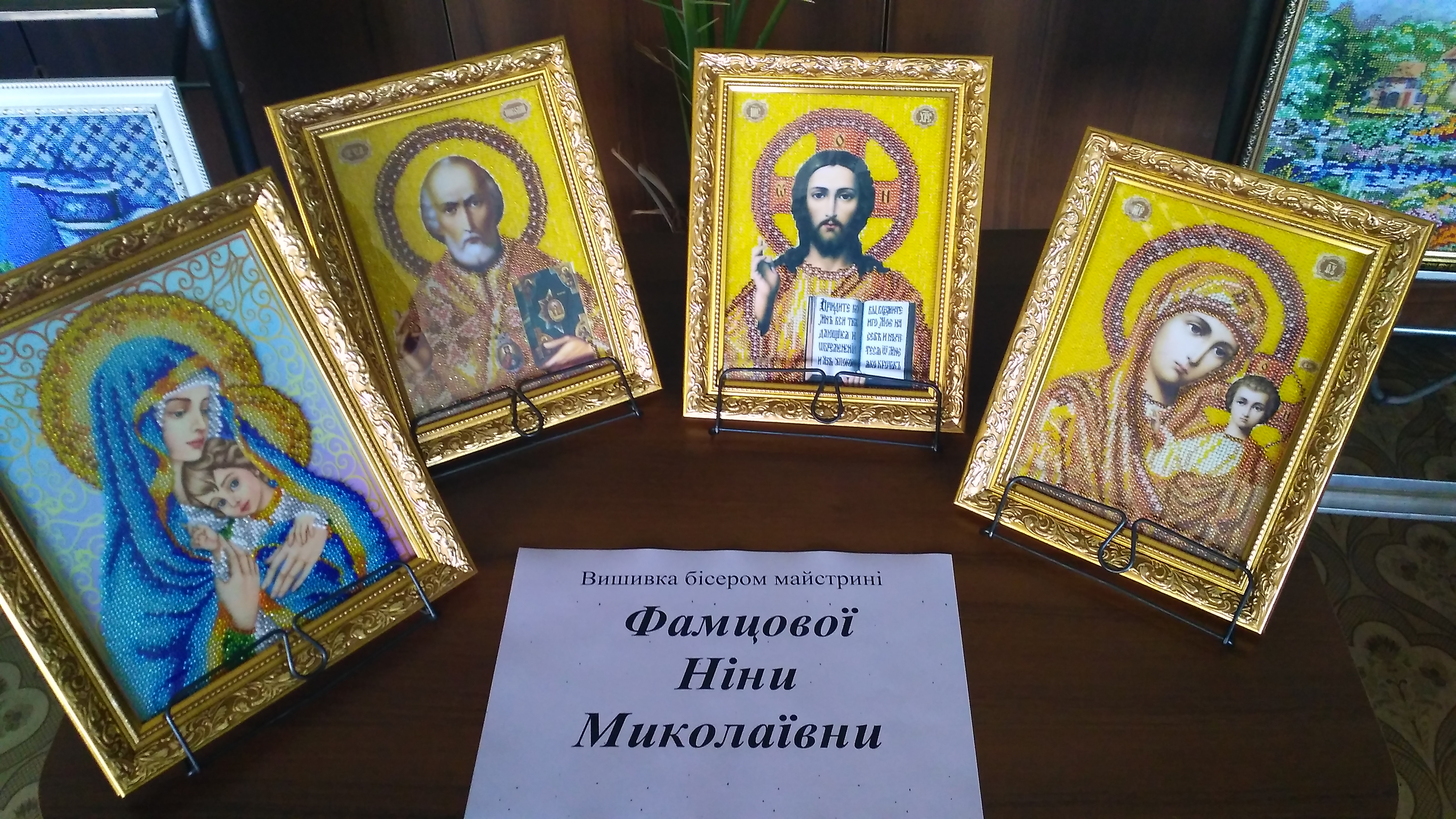

Балаклійська центральна районна бібліотека — головна бібліотека Балаклійського району, очолює систему бібліотек району. Вона є провідним культурним, інформаційним та просвітницьким центром району, є методичним центром для бібліотек-філій РКЗ «Балаклійська ЦБС».

## Історія бібліотеки
Діяльність бібліотеки було розпочато у 1921 році. З 1975 року всі загальномасові бібліотеки району було об'єднано шляхом централізації в Балаклійську централізовану бібліотечну систему, а у 2010 році бібліотеки району ввійшли до складу районного комунального закладу «Балаклійська централізована бібліотечна система».

## Структура бібліотеки
До складу Балаклійської центральної районної бібліотеки входять:
- відділ обслуговування користувачів (абонемент, читальний зал з доступом до мережі Інтернет, юнацький відділ);
- відділ комплектування та обробки літератури;
- інформаційно-бібліографічний відділ;
- методичний відділ.

Загальна кількість бібліотечних працівників за штатним розкладом складає 10 осіб.
Станом на 01.01.2018 р. книжковий фонд Балаклійської центральної районної бібліотеки налічує 64916 примірників книг та періодичних видань, бібліотека обслуговує 4,5 тис. користувачів. Книговидача складає 103,3 тис. примірників. Відвідування становить — 27,8 тис. користувачів за звітний період. У 2018 році до бібліотеки надійшло 720 примірників книг та журналів на суму 16498,00 грн. Передплачується 41 передплатний комплект газет та журналів на суму 11849,00 грн.

## Довідково-пошуковий апарат
ДБА бібліотеки включає в себе:
- обліковий каталог,
- систематичний каталог;
- алфавітний каталог;
- краєзнавчий каталог;
- періодична картотека статей.

## Дозвільна і просвітницька діяльність
Одним з пріоритетних напрямків роботи бібліотечної діяльності є масова робота з читачами. Постійно проводяться літературно — музичні вечори, поетичні години, вечори зустрічі з місцевими поетами та письменниками, інформаційні години, бібліотечно-бібліографічні уроки, виставки майстрів ужитого мистецтва Балаклійщини, перегляди літератури на актуальні теми сьогодення. Робота проводиться спільно із загальноосвітніми та клубними закладами, музичними школами району.
В бібліотеці діють клуби за інтересами. Їх діяльність охоплює різні категорії користувачів, із урахуванням побажань яких формується тематична спрямованість. «Спілкуймося з комп'ютером», «Шахове королівство», «Здоровий спосіб життя», «Світ моди».
На задоволення потреб у правовій сфері на базі Балаклійської центральної бібліотеки діє Центр правового інформування населення.

## Інші послуги
- відкрита зона доступу WI-FI;
- користування комп'ютерним обладнанням.